# Batwa
Pripadniki plemena Batwa, tudi Twa ali Mutwa (ednina) so domorodna ljudstva lovcev in nabiralcev na območju Velikih jezer v Srednji Afriki, ki so priznani kot eni najzgodnejših prebivalcev tega območja. V Ugandi živi nekaj tisoč Batwancev oziroma 0,02 % ugandske populacije. Živijo v okrožjih Kabale, Kanungu, Kisoro in Rukungiri. 
Zgodovinsko in akademsko je bil izraz "pigmej" uporabljen za opisovanje teh skupin, vendar pa ga imajo za slabšalnega, zlasti Twa sami. Medtem ko nekateri aktivisti Batwa izraz sprejemajo kot priznanje njihovega statusa avtohtonega prebivalstva, večina raje uporablja posebne etnične oznake, kot so Bambuti (za gozdno regijo Ituri v Demokratični republiki Kongo), Baaka (gozd Lobaye, Srednjeafriška republika) in Bambendjelle (gozd Ndoki, Kongo-Brazzaville in Srednjeafriška republika).

## Povezava s populacijo Bantujci
Vse populacije Pigmejev in Batwa živijo blizu ali v kmetijskih vaseh. Poljedelska ljudstva Bantujcev so naselila številne ekotone poleg območja, ki ima divjad, vendar ne podpira kmetijstva, kot so robovi deževnega gozda, odprta močvirja in puščava. Batwa preživijo del leta v sicer nenaseljenem območju, kjer lovijo divjad in pri tem trgujejo s kmeti za kmetijske proizvode.
Roger Blench je predlagal, da so Batwa (Pigmejci) nastali kot kasta, kakršna je danes, podobno kot kaste kovačev Numu v Zahodni Afriki, gospodarsko specializirane skupine, ki so postale endogamne in se posledično razvile v ločene etnične skupine, včasih, kot pri Ligbijih, tudi svoje jezike. Neusklajenost v jeziku med pokroviteljem in stranko bi lahko kasneje nastala zaradi selitve prebivalstva. Nizka rast gozdnih ljudi bi se lahko razvila v tisočletjih od širitve Bantujcev, kot se je zgodilo tudi z domačimi živalmi Bantujcev v deževnem gozdu. Morda je prišlo do dodatnega selektivnega pritiska kmetov, ki so najvišje ženske vzeli nazaj v svoje vasi za žene. Vendar je to naključno glede družbene identitete Pigmejcev/Batwa.

## Tradicionalno življenje
Batwanci so bili lovci in nabiralci, ki so živeli v naseljih, velikih od deset hiš, v katerih je živelo 20 do 30 ljudi. Skupaj so živeli najbližji moški sorodniki, starši njihovih žena in družine njihovih sester. Za koče so uporabljali sorghum, suhe liste bananovcev in travo, gradile pa so jih ženske. Poglavar vasi je bil po navadi najstarejši moški in vsak obiskovalec ga je moral vljudno pozdraviti.
Gozd je bil njihov prijatelj, zaščitnik in bog. Živeli so v stiku z naravo, poznali zdravilne lastnosti večine rastlin in hranilnost sadežev.
Moški so okoli intimnih predelov nosili živalsko kožo, dekorirali so si roke. Ženske so okoli vratu nosile ogrlice.
Batwanci so bili spretni v uporabi loka, bili so dobri plesalci in odlični igralci orglic. Ruandski dvori so jih cenili kot vojake in plesalce, še danes pa so poznani po svojih košarah, lončenini in marihuani. 

## Uganda
Batwa iz Ugande so bili gozdni prebivalci, ki so živeli z nabiralništvom in lovom kot glavnim virom hrane.
Domnevajo, da so živeli v narodnih parkih Bwindi in Mgahinga, ki mejijo na Demokratično republiko Kongo (DR Kongo) in Ruando in živijo predvsem na območjih, ki mejijo na druga plemena Bantujcev.
Leta 1992 je gozd Bwindi postal narodni park in svetovna dediščina, da bi zaščitil 350 ogroženih gorskih goril znotraj svojih meja. Zaradi tega so bili Batwa izseljeni iz parka. Ker niso imeli lastninske pravice do zemljišča, niso dobili nobene odškodnine. Batwa so postali varstveni begunci v negozdnem okolju, ki ga niso poznali. Revščina, zloraba drog in alkohola so bili razširjeni, pa tudi pomanjkanje izobraževalnih ustanov, HIV ter nasilje in diskriminacija nad ženskami in dekleti so bili večji med skupnostmi Batwa kot med sosednjimi skupnostmi Bantujcev.

### Batwanci objezeru Bunyonyi
V preteklosti je bilo veliko spopadov med plemenoma Bakiga in Batwa ob jezeru Bunyonyi, kasneje pa se je izkazalo da so loki Batwancev boljše orožje od nasprotnikovih sulic.
Še bolj zanimivo pa je, da je v začetku 20. stoletja Katuregye, pripadnik plemena Bakiga, organiziral vojsko Batwancev proti angleškim kolonialistom.

## Ruanda
Ljudstvo Batwa iz Ruande je povezano s širšo populacijo ljudstev Batwa in je ena od treh glavnih etničnih skupin, poleg Hutujev in Tutsijev.
Medtem ko se je število njihove populacije znatno zmanjšalo – obsega približno 0,2–0,7 % populacije, z ocenami, ki segajo od 20.000 do 36.000 posameznikov po različnih virih. Batwa v Ruandi so bili označeni kot »zgodovinsko marginalizirani ljudje«, izraz, ki odraža njihovo zgodovino diskriminacije, predsodkov in izključenosti. Njihovo ranljivost poudarjajo poročila, ki poudarjajo njihov status ene najbolj prikrajšanih skupin v državi.
Batwa danes predstavljajo manj kot en odstotek prebivalstva Ruande. Zgodovinsko gledano pa so bili v regiji bolj prisotni. Ustna zgodovina in antropološki dokazi potrjujejo njihov avtohtoni status, saj ne kažejo znakov predhodne selitve. Prihod Hutujcev in Tutsijev (kot so danes etnično priznani) okoli leta 1100 našega štetja je zaznamoval začetek podjarmljenja Batwa, prakse, ki se je ohranila v predkolonialnih in kolonialnih obdobjih ter v dobi postkolonialnih konfliktov.
Kot populacija večinoma lovcev nabiralcev, so bili Batwa strokovnjaki za gozdno pokrajino, dobro obveščeni o pridobivanju tako rastlinskih kot živalskih virov hrane na stotine let, preden so pastirji in kmetje začeli krčiti velike dele gozdov – zdesetkali obdelovalno zemljo za poljedelstvo in živino. To zdesetkanje je privedlo do znatnega zmanjšanja sredstev za preživetje Batwa, ki so se preživljali z zagotavljanjem gozdnih virov in blaga drugemu prebivalstvu – ker se to prebivalstvo ni več zanašalo na Batwa za dostop in so se gozdna ozemlja zmanjšala, se je povečala odvisnost od kmetijskih in pašnikov in številni Batwa so se trudili ohraniti svoj način življenja.
Dva zgodovinska prispevka in njihova avtohtonost v deželi predstavljata bistven temelj pri oblikovanju družbeno-kulturne krajine, ki trenutno obstaja v Ruandi danes. Kultura Batwa ima pomembno vlogo v ustnih izročilih zgodovine in mitologije sosednjih skupin kot avtohtono ljudstvo – prvi naseljenci dežele – zasedli so kritične položaje moči v upravljanju in predsedovali obrednim tradicijam v čast vitalnosti zemlje, kar odraža njihov dolgotrajen in vpliven vpliv na regijo.